# Acontius africanus
Acontius africanus is een spinnensoort uit de familie Cyrtaucheniidae. De soort komt voor in West-Afrika en Congo.